# Đảo Southampton

Vị trí đảo Southampton

Đảo Southampton là một hòn đảo ở Lãnh thổ Nunavut, vùng Keewatin ở phía bắc vịnh Hudson. Đảo này nằm ở cửa vào vịnh Hudson. Hòn đảo này có diện tích 41.214 km². Đây là đảo lớn thứ 9 Canada và lớn thứ 34 thế giới. Coral Harbour, Nunavut là khu định cư của con người duy nhất ở trên đảo này với dân số theo điều tra năm 2001 là 712 người. Năm 1631, Sir Thomas Button là người châu Âu đầu tiên đến đây và đã đặt tên đảo này theo Henry Wriothesley, Bá tước thứ ba của Southampton vào năm 1631.
64°30′B 84°30′T / 64,5°B 84,5°T